# Iradiacija
Iradiacija je proces, pri katerem je kemijski element izpostavljen radiacijskemu sevanju.